# 제임스 스털링 (건축가)

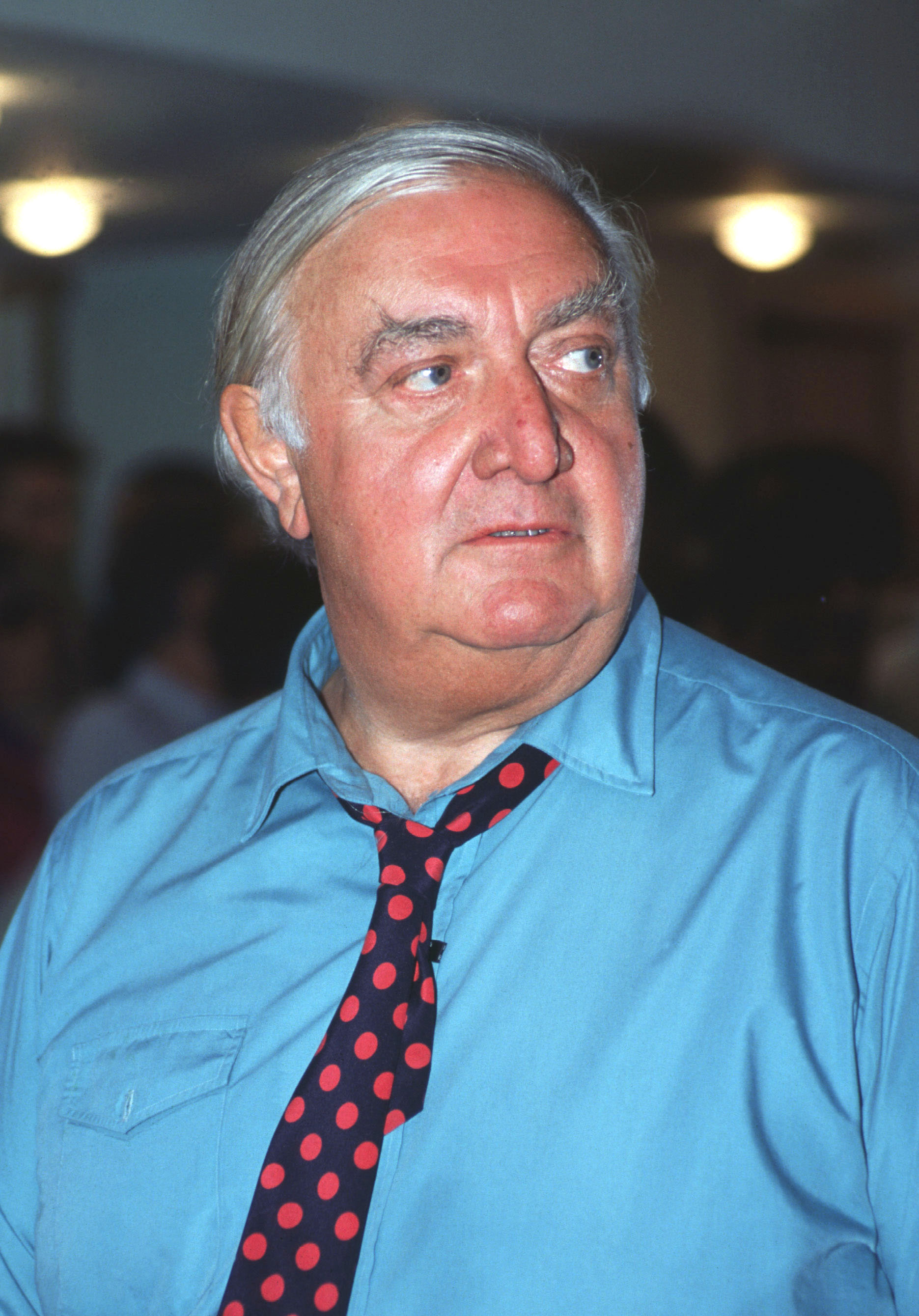
1991년의 스털링

제임스 스털링(Sir James Frazer Stirling, 1926년 4월 22일 ~ 1992년 6월 25일)은 영국의 건축가이다.
글래스고에서 태어났다. 그의 아버지는 선박 기술자였다. 리버플 대학에서 건축학을 공부한 후 1953년 런던을 중심으로 다른 건축가들과 함께 활동을 시작했다. 1956년 건축사무소를 개설하여 당시에 지배적이던 국제주의 양식과는 무관한 독특한 여러 근대적인 건물들을 내놓기 시작하였다. 케임브리지의 처칠대학 공모전(1959), 라이체스터 대학교 공학관(1959∼1963) 등이 그것이다.
1963년부터 1971년까지 독자적인 활동을 하여 독창적인 많은 디자인이 나왔다. 그 이후부터는 그의 보조 건축가인 M.빌포드와 활동을 하였다. 이 시기의 작품으로는 성(聖) 앤드류 대학 소재의 미술센터 계획안(1971), 발라프－리하르츠 박물관 공모전 출품작(1975), 슈투트가르트 주립미술관 확장 계획안(1977：1984년에 개장) 등을 들 수 있다.
그의 작품의 특징은 붉은 벽돌과 판유리로 된 온실이 서로 극적인 대조를 이루면서 형태의 정교함이 대담하게 드러난다. 또한 그는 모든 예술적 창조가 지니는 의도적인 성격을 받아들였고, 1945년 이후의 많은 건축물들을 병들게 했던 위선적인 결정주의로부터 그 자신 스스로 자유롭고자 했다. 그의 주요 작품으로는 <레스터 대학 공학부 건물> <케임브리지 대학 역사학부 건물> <하버드 대학 포그박물관> 등이 있다.